# 中国机长
《中国机长》是一部于2019年上映的中国大陸传记剧情电影，根据四川航空8633号班机事故改编，由香港導演刘伟强執導，李達超任動作指導，张涵予、欧豪、杜江、袁泉、张天爱和李沁主演，于2019年9月30日在中国大陆上映。

## 剧情
本片改編自中国大陸民航史上首个驾驶舱释压事件四川航空8633号班机事故，並向事故中的機組人員致敬。
2018年5月14日凌晨4點27分，執飛四川航空8633号班机的機組人員們都集合在位於重慶江北國際機場的運營中心，由正機長劉長健（張涵予飾，角色原型為劉傳健）、第二機長梁棟（杜江飾，角色原型為梁鵬）、副機長徐奕辰（歐豪飾，角色原型為徐瑞辰）、乘務長畢男（袁泉飾，角色原型為畢楠）、2號乘務員張秋悦（張雅玫飾，角色原型為張秋奕）、3號乘務員楊慧（楊祺如飾，角色原型為楊婷）、4號乘務員黃佳（張天愛飾，角色原型為黃婷）、5號乘務員周雅文（李沁飾，角色原型為周彥雯）及安全員吳言（高戈飾，角色原型為吳詩翼）共9人組成，而是次航班前往拉薩貢嘎機場，屬於高高原飛行航線。機組人員分為駕駛組及乘務組各自於運營中心進行航行前會議，因梁棟已執飛了三天，故此劉長健決定由他自己先負責往拉薩的路線，而回程重慶時則由梁棟負責。
凌晨5點05分，機組人員結束了航行前會議並於運營中心享用了早餐後來到機場準備登機檢查，劉長健登機時看見一名藏族男孩乘客向他說「扎西德勒」以祝福機組人員一天工作的順利，而劉長健亦向他說出「扎西德勒」作為回禮及感謝。機組人員對這次航班所使用的空中巴士A319-100內部進行檢查並再作1次飛行簡報，劉長健根據天氣資料向大家宣佈飛機有機會經過強烈氣流，提醒眾人注意因顛簸所造成的影響並以不同次數的響鈴聲代表不同的顛簸程度。5點35分，機組人員完成飛行簡報後開始讓乘客登機，總乘客數為119人，包括機組人員在內則總共接載了128人。5點50分，飛機艙門關閉，切斷與空橋之間的連接，並推離停泊位準備滑行，客艙開始播放安全須知影片。6點18分，班机開始滑行到跑道。6點26分，班机正式起飛前往拉薩貢嘎機場。6點43分，航班已達南充市上空7200米，由西南空管局成都區域管制中心進行管制及指揮。6點54分，航班根據成都區域管制中心指示爬升到9200米，但已經遇上氣流而出現顛簸，故此解除自動駕駛並向成都區域管制中心申請爬升，其後獲准爬升至9800米。6點57分，航班爬升至9800米後開始穩定下來，故此重新啟動自動駕駛，乘務員們開始向所有乘客派發早餐，梁棟亦暫時離開駕駛室到頭等艙休息。7點02分，航班已飛越四姑娘山，意味航班已進入青藏高原範圍。
7點07分05秒，仍在駕駛室的劉長健與徐奕辰在聊天，突然徐奕辰前方的右座擋風玻璃出現裂痕，劉長健向成都區域管制中心申請下降高度並表示因右座擋風玻璃出現裂痕而緊急備降最就近的成都雙流國際機場，獲批准下降至8400米，隨後右座擋風玻璃完全碎裂，駕駛室發生失控減壓，徐奕辰的上半身被吸出機外而受傷，飛機因而再次變得更加顛簸。在頭等艙的梁棟及畢男察覺不對勁而嘗試聯絡駕駛室確認情況，在多次的緊急轉向後駕駛室大門遭爆開，失控減壓的情況隨即蔓延至整個客艙，客艙隨即變得非常混亂並掉下氧氣面罩，負責後艙的5號乘務員周雅文更因突如其來的顛簸撞飛到天花板頂上傷及腰部舊患而倒地昏迷。這時於成都區域管制中心，負責管制班机的管制員不但沒收到劉長健等人的回覆，而且因為航班已向南飛往西部戰區空軍管制範圍，故此向主任報告航班發生事故。7點09分，西部戰區空軍參謀部航管部發現班机突然急降而對航班進行密切關注，而成都區域管制中心主任因而發現航班發生失控減壓並有撞山危機。7點10分，被撞至昏迷的周雅文於畢男確認其他4名乘務員情況時蘇醒並負傷返回原本工作崗位，而梁棟以及受傷的徐奕辰亦已返回駕駛室並且三人一同戴好氧氣面罩後關閉了駕駛室大門，徐奕辰將應答機調至7700以表示緊急狀況，成都區域管制中心聯絡西部戰區空軍參謀部航管部請求合作，並通報成都雙流國際機場塔台關閉成都往來拉薩航線並暫停所有航班升降，同時要求消防、特警以及醫護人員開始戒備。西部戰區空軍參謀部航管部借出了班机所在的空域交由成都區域管制中心暫時管制，而成都區域管制中心要求附近所有航班協助呼叫班机。
就在成都區域管制中心、西部戰區空軍參謀部航管部以及成都一帶所有航班都為班机的事故疲於奔命時，班机發生事故的消息已悄然傳開至中國各地機場、四川航空內部，甚至普羅大眾當中，包括一群於成都的航空發燒友。7點18分，班机已折返至距離成都180公里外的山區，怎料前方已遭遇一群雷暴不斷的积雨云擋路，故此劉長健先繞圈一次靜觀其變，怎料這決定反而再次引起客艙騷亂，慶幸的是畢男很快的安撫好全機的乘客並承諾大家能夠安然脫險，在航空發燒友的家中，一群航空發燒友開始對事故進行分析討論，並與同屬失控減壓事故的太陽神航空522號班機空難相提並論。7點24分，航班繞圈一次後劉長健發現积雨云的雲體開始分裂出一條通道，故此決定直闖該通道從而穿越該积雨云，然而飛機於該通道內不但遭受雷暴以及氣流所造成的強烈顛簸，甚至伴隨著冰雹，而且本來分裂的雲體亦開始再次合攏，就在這時成都區域管制中心及西部戰區空軍參謀部航管部皆已失去班机的蹤影，而且已完全無法聯絡航班，眾人都傷感起來…
然而該航班仍於積雨雲中衝刺，並在千鈞一髮之際成功衝出積雨雲，成都區域管制中心及西部戰區空軍參謀部終於再次發現班机的蹤影，劉長健更發揮了以前於空軍服役時練就出來的極端操作技術急速爬升跨越前方的高山地形成功避免了撞山。7點34分，航班經歷了不少大自然的考驗後進入成都雙流國際機場進場管控範圍，這時航班距離成都只有65公里，並在7點40分飛抵崇州市上空，這時機場已清空所有跑道讓班机迫降，而班机選擇使用02R跑道迫降，故此戒備中的消防、特警以及醫護人員亦開始趕往02R跑道迎接班机，包括航空發燒友在內的民眾們紛紛帶著望遠鏡及攝影器材來到02R跑道附近的小山丘見證班机降落一刻。7點56分，班机在劉長健、徐奕辰及梁棟三人奮力的情況下於機場02R跑道迫降成功，在飛機停下的一刻所有的乘客、在外面見證降落的民眾們、甚至整個成都區域管制中心都不禁歡呼慶祝，西部戰區空軍參謀部航管部重新接管被外借的空域及解除戒備狀態，成都雙流國際機場的航班升降在10分鐘後恢復正常。119名乘客全部無恙並在機組人員協助下離開飛機準備撤離，而受傷的周雅文在張秋悦及楊慧的陪伴下經救護車送醫，肇事飛機亦交由民航西南地區管理局進行事故調查。
劉長健在畢男及梁棟的陪伴下三人一同離開飛機並向仍留在現場的乘客們鞠躬致歉，但反受乘客們歡呼讚賞及感謝，並且得以平安回家慶祝女兒的生日，而受影響的119名乘客隨後得以乘搭另一班航班平安抵達拉薩貢嘎機場。事故1年後，當時的機組人員們再聚一堂，傷愈的周雅文已經與未婚夫結婚，徐奕辰與黃佳已經在交往，梁棟帶同妻子出席聚會，遲到的劉長健在慶祝完女兒的生日後帶同另一蛋糕出席聚會慶祝大家的「第2個生日」並帶領大家唱著《我愛祖國的藍天》作為慶祝大家於該次事故中倖存一週年。

## 演员表

### 机组人员
| 演员   | 角色名 | 角色     | 人物原型 |
| ------ | ------ | -------- | -------- |
| 张涵予 | 刘长健 | 机长     | 刘传健   |
| 欧豪   | 徐奕辰 | 副驾驶   | 徐瑞辰   |
| 杜江   | 梁栋   | 第二机长 | 梁鹏     |
| 袁泉   | 毕男   | 乘务长   | 毕楠     |
| 张天爱 | 黄佳   | 乘务员   | 黄婷     |
| 李沁   | 周雅文 | 乘务员   | 周彦雯   |
| 张雅玫 | 张秋悦 | 乘务员   | 张秋奕   |
| 杨祺如 | 杨慧   | 乘务员   | 杨婷     |
| 高戈   | 吴言   | 安全员   | 吴诗翼   |

### 客串出演
| 演员       | 角色                                           |
| ---------- | ---------------------------------------------- |
| 黄志忠     | 西南空管局管制中心区域管制中心带班主任         |
| 小爱       | 西南空管局气象中心气象预报员                   |
| 朱亚文     | 民航西南地区管理局四川监管局官员               |
| 陈数       | 邹函，机长刘长健妻子                           |
| 焦俊艳     | 民航气象中心领班                               |
| 阚清子     | 西南空管局管制中心终端管制室管制员             |
| 关晓彤     | 航空爱好者                                     |
| 张晓谦     | 航空爱好者                                     |
| 曲少石     | 航空爱好者                                     |
| Angelababy | 乘務員，川航第二机长梁栋妻子                   |
| 馮文娟     | 成都双流机场塔台管制室带班主任                 |
| 余皑磊     | 西部战区空军航管处值班领导                     |
| 吳樾       | 成都双流国际机场股份有限公司应急指挥中心副主任 |
| 李岷城     | 西南空管局终端管制室带班主任                   |
| 周波       | 西南空管局领导                                 |
| 于介平     | 西南空管局管制中心区域管制中心管制员           |
| 李现       | 西南空管局管制中心区域管制中心管制员           |
| 余沛杉     | 空军空域管制员                                 |
| 李梓琳     | 满儿，机长刘长健的女儿。                       |
| 张磊       | 男乘客                                         |
| 吕勇卓     | 男乘客，表白聋哑女乘客                         |
| 孟子義     | 头等舱女乘客                                   |
| 劉偉強     | 西藏航空机长，片中帮助管制员呼叫3U8633         |
| 吉祥三寶   | 乘客                                           |

## 歌曲
| 曲序 | 曲目               | 歌手          |
| ---- | ------------------ | ------------- |
| 1.   | 《我爱祖国的蓝天》 | 毛阿敏        |
| 2.   | 《翱翔天地》       | 胡夏          |
| 3.   | 《远飞的大雁》     | 阿兰·达瓦卓玛 |
| 4.   | 《无所畏惧》       | 高歌          |

## 制作
2019年1月3日，《中国机长》在无锡国家数字电影产业园正式开机。2月5日，《中国机长》主演张涵予、袁泉、杜江及“英雄机组”原型川航3U8633机组机长刘传健、第二机长梁鹏、乘务长毕楠亮相2019年央视春晚。2月17日，剧组在成都进行为期一周的拍摄，主要拍摄饰演机长的张涵予的家庭戏份。3月20日，剧组在西藏拉萨完成全部拍摄，顺利杀青。为了增添影片的戏剧张力和视觉特效，剧情加入了真实事件中没有的飞机惊险穿越云层的段落。
影片拍摄得到了中国民用航空局的大力支持与协助，民航系统各单位数百名专业人士参与了电影的创作与拍摄工作。经民航局批准，剧组得以在成都双流机场、重庆江北机场、民航西南空管局、拉萨贡嘎机场等地进行实景拍摄。剧组斥资近3000万元制作了一比一的空中客车A319模拟机，邀请为《星際大战》系列制作特效的好莱坞团队提供技术支持。
剧组先后出席第九届北京国际电影节、第22届上海国际电影节，并于2019年9月20日在重庆解放碑举行首映礼，9月30日正式登陆中国大陆各大院线。馬來西亞和新加坡則會在10月3日正式上映。

## 幕後花絮
- 拍攝前為更好地塑造角色，張涵予、袁泉等主創實地採風，與事件親歷者見面，聽英雄機組還原當時情況，更與导演刘伟强及监制李锦文一同乘坐由同一群機組人員所負責的3U8883成都至北京的航班，見證該機組人員正式復出。[10]
- 飾演機組人員的9位演員們在開機前都接受了特訓。“飛行三人組”張涵予、歐豪、杜江上午在教室學理論，下午在模擬艙練習飛行駕駛技術；“乘務五人組”袁泉、張天愛、李沁、雅玫和楊祺如也接受了空中乘务员客舱服务、安全保障和应急处置的课程；而“安全員”高戈则需要单独接受空中安全员的相关培训。[11][12]
- 電影結束時出現了不少彩蛋，當中包括事故班机降落後的飛機狀況相片、9名機組人員受賞及復出後的寫實照片及工作時的影片，甚至包括9名演員各自與他們所對應之現實原型人物之合照。
- 劇中副機長徐奕辰與乘务员黃佳已經在交往，而現實是副機長徐瑞辰與公司指派專屬個人康復管理的女航醫交往，兩人交往後4年後結婚[13]。

## 與調查報告不同的劇情
| 電影                                     | 實際 | 報告ch.1 來源 |
| ---------------------------------------- | --- | ------------- |
| 飛機航行途中遇到大片雨雲和惡劣天氣       | 飛機所在區域並無雷雨、冰雹等天氣現象 | sec.6 p23     |
| 副機長徐奕辰被氣流吸出駕駛艙，後又被推回 | 事發61秒後，因為機艙內外气压逐漸平衡，徐瑞辰才能自行爬回駕駛艙。                                                                                       | sec.9 p26     |
| 玻璃碎片飛入右側發動機，造成一定損傷     | 經檢查後發現右側發動機低壓壓氣機1.5級葉片有一處深度為0.1毫米的划痕，但這一損傷並未超出手冊所規定的允許範圍                                             | sec.11 p28    |
| 副機長獲救後機長才最後戴上氧氣面罩       | 機長劉傳健在事發後曾嘗試用右手去拿左側的氧氣面罩，但因為當時飛機正在劇烈抖動，他的左手還需要操控側桿，所以始終沒能成功戴上氧氣面罩，直到飛機安全降落。 | sec.11 p36    |
| 風擋爆裂後一段時間，駕駛艙門才彈開       | 同時發生，因為壓力感應器探測到壓力快速下降後觸發了駕駛艙門的解鎖指令                                                                                   | sec.1 p9      |
| 乘客情緒崩潰，甚至想用餐車衝進駕駛艙理論 | 乘客保持冷靜，並遵從機組人員的指示，沒有出現任何過激行為。                                                                                             | sec.10 p27    |

## 評價
豆瓣电影有超过30万人评分，得分6.9。猫眼電影評分9.4。
1905电影网：“从整体观感而言，《中国机长》没有让观众失望。影片开头，凌晨三点起床的张涵予，从精确到分钟的洗冷水澡时间到与女儿的道别仪式，都是有条不紊地进行。这些细节之处彰显出人物性格沉稳的一面，也为故事高潮机长应对突发事件时的冷静沉着埋下伏笔。杜江、欧豪所扮演的角色，也给观者留下深刻印象。危难时刻，前者是连接驾驶舱与客舱画面的关键人物。而后者则是调节全片气氛的催化剂，让观众肾上腺素飙升之余，还能会心一笑。袁泉扮演的乘务长，细心耐心且专业素质过硬，是整个乘务组的“定心丸”。整部电影的节奏流畅，狭窄机舱内的场景调度干净利落。影片改编部分自然合理，与真实情况相反的恶劣天气，让故事的戏剧冲突更加激烈。这也从反面衬托出机长的勇敢机智。无论戏里戏外，四川航空3U8633航班的全体工作人员都是英雄。而这份奇迹源于中国航空人的专业与担当。”

## 獎項及提名
| 年份 | 颁奖典礼             | 奖项         | 姓名             | 结果 |
| ---- | -------------------- | ------------ | ---------------- | ---- |
| 2020 | 第39屆香港電影金像獎 | 最佳音響效果 | Victor Ray Ennis | 提名 |
| 2020 | 第39屆香港電影金像獎 | 最佳視覺效果 | 潘國瑜           | 提名 |
| 2020 | 第35届大众电影百花奖 | 最佳男主角   | 张涵予           | 提名 |
| 2020 | 第35届大众电影百花奖 | 最佳女配角   | 袁泉             | 獲獎 |
| 2020 | 第35届大众电影百花奖 | 最佳新人     | 张雅玫           | 提名 |
| 2020 | 第33届中国电影金鸡奖 | 最佳男配角   | 欧豪             | 提名 |
| 2020 | 第33届中国电影金鸡奖 | 最佳女配角   | 袁泉             | 獲獎 |
| 2020 | 第33届中国电影金鸡奖 | 最佳录音     |                  | 提名 |
| 2020 | 第18屆中國電影華表獎 | 优秀故事片   | 《中國機長》     | 獲獎 |
| 2020 | 第18屆中國電影華表獎 | 优秀编剧     | 于彦琳           | 提名 |
| 2020 | 第18屆中國電影華表獎 | 优秀男演员   | 张涵予           | 提名 |
| 2020 | 第18屆中國電影華表獎 | 优秀女演员   | 袁泉             | 提名 |

## 票房
《中国机长》与《我和我的祖国》、《攀登者》于9月28日同时进行大规模点映，《中国机长》以5640万人民币的点映票房超过所有同期正式上映的电影，夺得当周周冠。9月30日正式上映，位列同档期影片第二。10月3日，上映第4日突破10亿大关。10月8日，上映第9日突破20亿，为第19部破20亿影片。其票房后劲走势稳定，于10月5日起截冠《我和我的祖国》，登顶日票房冠军。
| 上一届： 《誅仙 I》       | 2019年中国内地一周票房冠军 第38週    | 下一届： 《我和我的祖国》 |
| 上一届： 《我和我的祖国》 | 2019年中国内地一周票房冠军 第40-41週 | 下一届： 《少年的你》     |

## 外部連結
- 豆瓣电影上《中国机长》的資料 （简体中文）
- 时光网上《中国机长》的資料（简体中文）
- 香港影庫上《中国机长》的資料（繁體中文）
- 互联网电影数据库（IMDb）上《中國機長》的资料（英文）